# Custul
Custul (Qustul) é uma necrópole situada na margem direita do rio Nilo na Núbia Inferior, do lado oposto de Balana, próximo da fronteira do Sudão. O sítio tem registro arqueológico do Grupo-A (3800–2900 a.C.) e Grupo-X (300–600 d.C.). Situado 15 quilômetros ao sul de Abul-Simbel, foi escavado pelo Instituto Oriental de Chicago e nessa expedição se encontrou, no túmulo L24, o famoso incensário de Custul. Atualmente está submerso no Lago Nasser.